# Tony Gilroy

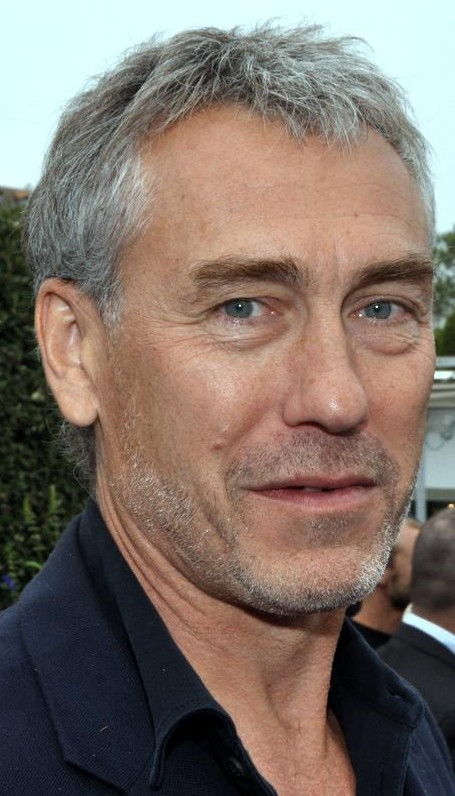
Tony Gilroy, 2012

Anthony Joseph Gilroy (* 11. September 1956 in New York, New York) ist ein US-amerikanischer Drehbuchautor, Filmregisseur und Filmproduzent.

## Leben
Er wurde in Manhattan als Sohn des Autors und Pulitzer-Preisträgers Frank D. Gilroy geboren. Wie seine Brüder John und Dan (der Ehemann von Rene Russo) trat auch er in die Fußstapfen seines Vaters und begann Anfang der 90er Jahre Filmdrehbücher zu schreiben. Zu seinen ersten großen Erfolgen gehörten Im Auftrag des Teufels (1997) mit Al Pacino und der Katastrophenfilm Armageddon – Das jüngste Gericht (1998) mit Bruce Willis.
2001 begann Gilroy, Robert Ludlums erfolgreiche Bestsellertrilogie um den CIA-Killer Jason Bourne zu Drehbüchern umzuarbeiten. Die folgenden beiden Verfilmungen waren ein Erfolg, der dritte Teil kam 2007 unter dem Titel Das Bourne Ultimatum in die Kinos. Im selben Jahr feierte der Drehbuchautor und Filmproduzent mit dem Spielfilm Michael Clayton sein Debüt als Regisseur, wofür er eine Oscar-Nominierung erhielt. Michael Clayton feiert seine Premiere bei den 64. Filmfestspielen von Venedig, wo der Film im offiziellen Wettbewerb vertreten war, aber unprämiert blieb. 2009 entstand mit Duplicity – Gemeinsame Geheimsache seine zweite Regiearbeit.
2012 inszenierte Gilroy mit Das Bourne Vermächtnis eine Fortsetzung der Bourne-Filmreihe, für die er auch das Drehbuch verfasste. Als Drehbuchautor war er an Rogue One: A Star Wars Story (2016) beteiligt und ist Showrunner der Star-Wars-Serie Andor (seit 2022), die vor der Handlung von Rogue One spielt und vom darin auftretenden Rebellenspion Cassian Andor handelt.

## Filmografie

### Drehbuch
- 1992: Liebe und Eis (The Cutting Edge)
- 1993: For Better and for Worse
- 1995: Dolores (Dolores Claiborne)
- 1996: Extrem … mit allen Mitteln (Extreme Measures)
- 1997: Im Auftrag des Teufels (The Devil’s Advocate)
- 1998: Armageddon – Das jüngste Gericht (Armageddon)
- 2000: Bait – Fette Beute (Bait)
- 2000: Lebenszeichen – Proof of Life (Proof of Life)
- 2002: Die Bourne Identität (The Bourne Identity)
- 2004: Die Bourne Verschwörung (The Bourne Supremacy)
- 2007: Das Bourne Ultimatum (The Bourne Ultimatum)
- 2009: State of Play – Stand der Dinge (State of Play)
- 2016: Rogue One: A Star Wars Story (Rogue One)
- 2016: The Great Wall
- 2018: Beirut
- 2022–2025: Andor (Fernsehserie)

### Regie und Drehbuch
- 2007: Michael Clayton
- 2009: Duplicity – Gemeinsame Geheimsache (Duplicity)
- 2012: Das Bourne Vermächtnis (The Bourne Legacy)

### Produzent
- 2000: Bait – Fette Beute (Bait; als Executive producer)
- 2000: Lebenszeichen – Proof of Life (Proof of Life; als Executive producer)
- 2014: Nightcrawler – Jede Nacht hat ihren Preis (Nightcrawler)
- 2015–2016: House of Cards (als Consulting producer, 26 Folgen)
- 2018: Beirut

## Nominierungen (Auswahl)
Oscarverleihung
- 2008: Nominierung in der Kategorie Bestes Originaldrehbuch für Michael Clayton
- 2008: Nominierung in der Kategorie Beste Regie für Michael Clayton

Saturn Award
- 1998: Nominierung in der Kategorie Bestes Drehbuch für Im Auftrag des Teufels
- 2017: Nominierung in der Kategorie Bestes Drehbuch für Rogue One: A Star Wars Story